# 伊奧尼亞群島大區
伊奧尼亞群島大區（希臘語：Περιφέρεια Ιονίων Νήσων）是希臘的十三個大區之一，位于伊奥尼亚海中，首府为克基拉（科孚）。大区面积为2,307平方公里，在13个大区之中面积最小，2021年人口数量为200,726人。该大区包括除基西拉岛之外的伊奧尼亞群島中的岛屿。基西拉島在歷史上雖然屬於伊奧尼亞群島，但被交由阿提卡大區管轄。

## 人口
2011年，伊奧尼亞群島區有人口207,855人，比2001年減少了1.5%。但仍然是希臘人口密度第三高的大區。伊奧尼亞群島區人口最多的島嶼是克基拉島（科孚島）。

## 行政
伊奧尼亞群島大區设立于1987年的行政区划改革中，包括4个州份。在2010年卡利克拉提斯改革方案中，大区的权力和职责完全重新定义并扩大。与西希腊大区及伯罗奔尼撒大区一道，伊奥尼亚群岛大区受到驻地在帕特雷的伯罗奔尼撒-西希腊-伊奥尼亚群岛权力下放管理局的监督。该大区划分为5个专区：
- 克基拉专区
- 凯法利尼亚专区
- 伊萨基专区
- 莱夫卡斯专区
- 扎金索斯专区